# いすゞ北海道試験場

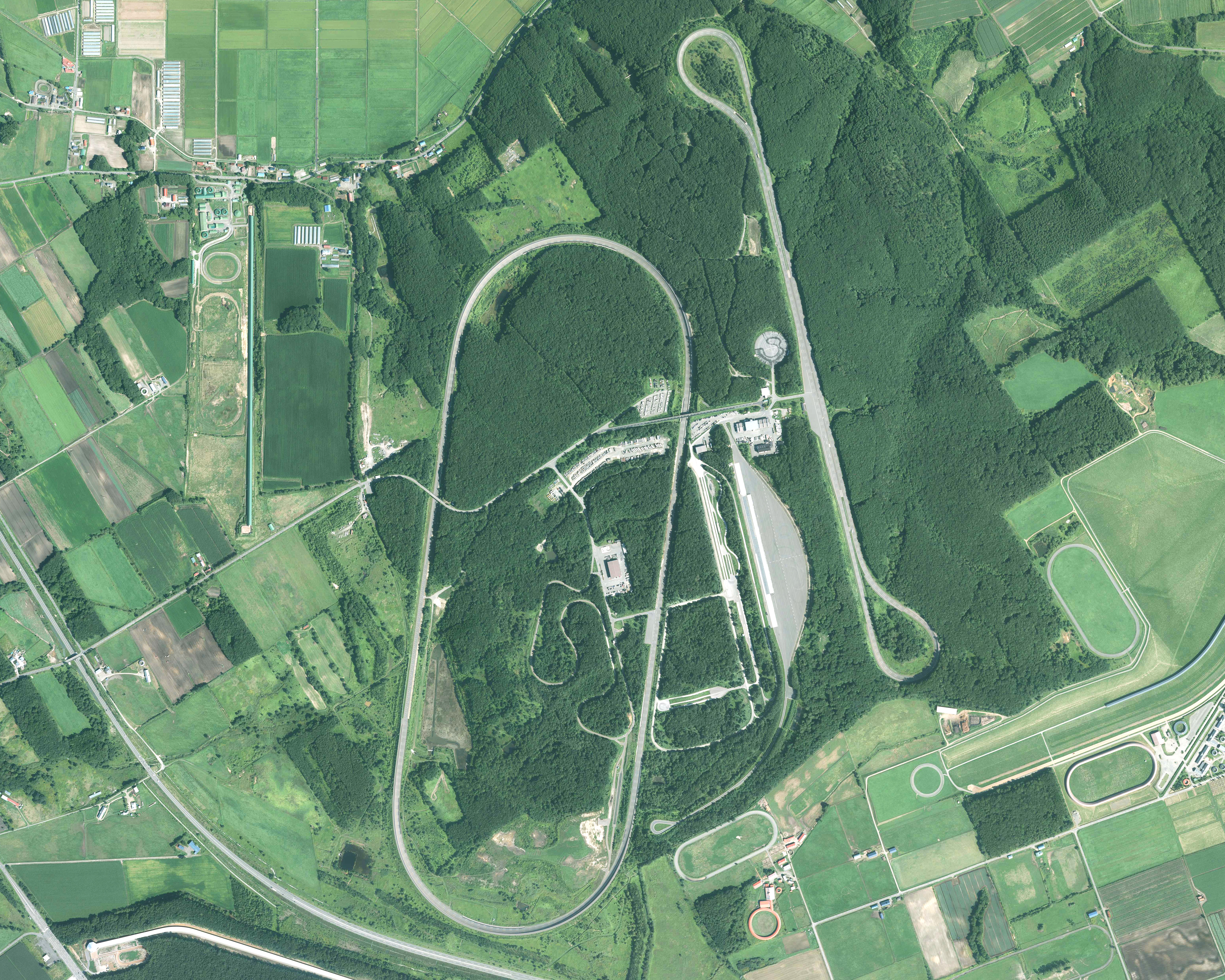
いすゞ北海道試験場の空中写真。2014年8月29日撮影の3枚を合成作成。。

株式会社いすゞ北海道試験場（いすずほっかいどうしけんじょう、英字：ISUZU HOKKAIDO PROVING GROUND CO.,LTD.）は、北海道勇払郡むかわ町に本社を置く、自動車の試験業務受託、運転講習会などの性能試験を行う自動車試験場事業を行う会社である。

## 沿革
- 1979年（昭和54年） - いすゞ自動車のテストコースとして設立。
- 2002年（平成14年）10月 - いすゞ自動車から分離独立し「株式会社ワーカム北海道」を設立。
- 2020年（令和2年）4月 - 「株式会社いすゞ北海道試験場」に社名変更。